# Julia McGroarty
Pour les articles homonymes, voir McGroarty.
Sœur Supérieure Julia McGroarty (13 février 1827 - 12 novembre 1901) est une religieuse de l'ordre des Sœurs de Notre-Dame de Namur et une éducatrice irlando-américaine. Elle est la première supérieure américaine de l'ordre et supervise l'expansion du travail éducatif de l'ordre aux États-Unis, en fondant la Trinity Washington University,.

## Jeunesse
Julia McGroarty est née Susan McGroarty à Inver dans le comté de Donegal le 13 février 1827. Elle est la deuxième fille des dix enfants d'un fermier, Neil McGroarty et de Catherine (née Bonner). La famille McGroarty émigre aux États-Unis au printemps 1831, s'installant à Cincinnati dans l'Ohio, où vivent sa grand-mère maternelle, sa tante et ses deux oncles. Pendant un certain temps, son père cultive à Fayetteville, dans le comté de Brown. Quand il commence à travailler comme entrepreneur de chemin de fer, la famille déménage à Cincinnati. Le père de McGroarty meurt d'une pneumonie en 1838. Leur oncle, le médecin Stephen Bonner, aide à subvenir aux besoins de la famille. McGroarty fait ses études dans les écoles locales, où elle est une élève moyenne. Elle utilise son excellente mémoire pour terminer ses leçons et apprend à lire à dix ans. Elle s'inscrit à l'école nouvellement ouverte dirigée par l'ordre belge des religieuses, les Sœurs de Notre Dame de Namur, à l'âge de 13 ans et devient une élève accomplie. Le 1er janvier 1846, elle entre au couvent en tant que première postulante américaine. Elle professe le 25 avril 1846, prenant le nom de Julia en l'honneur de Julie Billiart, fondatrice de l'ordre,,.

## Carrière
McGroarty enseigne à l'école pour enfants pendant son noviciat de deux ans. Elle prononce ses vœux le 3 août 1848, après quoi elle est placée en charge de l'école de jour de Cincinnati. Elle est nommée maîtresse des pensionnaires de la nouvelle école Notre-Dame de l'Ordre à Roxbury, Massachusetts en 1854. Lorsqu'elle devient supérieure de la nouvelle Philadelphia Academy en 1860, McGroarty est la première supérieure américaine de l'ordre. Elle fonde ensuite une école du soir pour les enfants immigrés et une école gratuite pour les enfants afro-américains en 1870. Elle retourne à Cincinnati en 1885 pour aider la supérieure provinciale, sœur supérieure Louise Van der Schrieck, tombée malade. Elle prend plus tard le poste de supérieure provinciale en 1886 avec la responsabilité des 26 maisons de l'ordre. Elle travaille pour améliorer la qualité académique des écoles en normalisant le programme d'études, menant à la publication d'un cours d'études communes en 1888. Elle fonde 14 nouveaux couvents en tant que supérieure provinciale, dont un orphelinat à San Jose, en Californie et un grand noviciat à Waltham, Massachusetts. Elle supervise également les maisons en Californie de 1897 à 1901.
En 1897, elle commence à faire des plans avec sœur Mary Euphrasia pour un collège multiconfessionnel près de l'université catholique d'Amérique (CUA) à Washington, DC. Ce plan est rejeté par la hiérarchie catholique, avec des inquiétudes quant à la localisation d'un collège de femmes si proche de la CUA. Sans se laisser décourager, McGroarty poursuit ses plans, achetant 33 acres dans le quartier Brookland de la ville. James Gibbons, archevêque de Baltimore et partisan de ses plans, pose la pierre angulaire de la Trinity Washington University le 8 décembre 1899. Le premier cours commence le 7 novembre 1900 avec 22 élèves.
McGroarty meurt en visitant un couvent à Peabody, Massachusetts, le 12 novembre 1901. Son corps est ramené à Cincinnati et elle est enterrée à la chapelle de la Summit School, une école qu'elle a fondée.